# نصب وودرو ويلسون التذكاري
نصب وودرو ويلسون التذكاري (بالإنجليزية: Celestial Sphere Woodrow Wilson Memorial)‏ هو نصب في قصر الأمم المتحدة، وهو رمز لمؤسسة جنيف الدولية ومركز للحوار والسلام، المعروف أيضا بـ الكرة السماوية (أو كرة أرميلاري) تقع في منتزه أريانا في قصر الأمم المتحدة، التي يزيد قطرها عن أربعة أمتار من عمل النحات الأمريكي بول مانشيب (1885-1966). تبرعت به مؤسسة وودرو ويلسون عام 1939 إلى عصبة الأمم.

## التاريخ
في أواخر عام 1935 طُلب من مانشيب تقديم فكرة عن نصب تذكاري لرئيس الولايات المتحدة وودرو ويلسون بصفته الأب المؤسس لعصبة الأمم، والتي وقتها كان قصر الأمم لا يزال قيد الإنشاء.
كانت الفكرة الأولى لمساهمة مانشيب في المباني الجديدة هي جعله يصمم بابين لقاعة الجمعية من قاعة الخطوات المفقودة، رفض كل من الفنان والمانح لمؤسسة وودرو ويلسون، هذه الفكرة لأن الأبواب لن تكون مناسبة للنصب التذكاري، ثم اقترح مانشيب نسخة واسعة النطاق من الكرة السماوية الحالية، والتي طورها بعد سنوات من الدراسة، والتي تستند إلى العديد من الإصدارات السابقة، بما في ذلك نصب (إيرو التذكاري) في فيلادلفيا، بنسلفانيا، وهي تختلف عن هذه في أن الكرة مدعومة على ظهور أربع سلاحف، مأخوذة من نماذجه للبوابات المؤدية إلى حديقة حيوان نيويورك برونكس.
في ربيع عام 1936، فور موافقة اللجنة، بدأ مانشيب العمل على نموذج واسع النطاق من الشمع في مشغله، جمع فريقًا من النحاتين والفنانين الآخرين للعمل على مختلف جوانب التصميم، ضم الفريق أسماء مشهورة مثل أنجيلو كولومبو، وجوزيبي ماساري، وريتشارد بوسيت دارت، الرسام الشهير، الذي تعاون مع هربرت كاميرر في كتابة حروف الكرة.

## التصميم
قطر الكرة السماوية 410 سم، وتزن حوالي 5800 كغم، الإطار الكروي مزين بالأبراج والنجوم، يمثل الكرة خمسة وثمانين كوكب، ويظهر أربعة نجوم من المقادير الأربعة الأولى، الأبراج مطلية بالذهب والنجوم الـ 840 مطلية بالفضة، التوقيع يحمل الصورة الشخصية لـ مانشيب مع أدواته، مخبأة بين الأبراج. الكرة مجهزة بمحرك، تم تصميمه «بحيث يدور ببطء» حول محور تحول إلى نجم القطب.

## مكان للكرة السماوية
كانت إحدى الصعوبات الرئيسية هي العثور على موقع للكرة، على الرغم من أن مانشيب صممها لمحكمة الشرف أمام قاعة الجمعية، فقد أثير السؤال في عام 1937 عما إذا كان يجب ترك هذه المساحة مفتوحة تمامًا للحصول على بانوراما كاملة، بعدها تقرر وضع الكرة في منتصف المتنزه، وليس قريبًا جدًا من المبنى وليس قريبًا جدًا من الأشجار، تم وضع الكرة في خزان صغير يعكس صورة الكرة والمبنى في الماء، تم تركيب الكرة في موقعها الحالي، في محكمة الشرف في حديقة أريانا في قصر الأمم من قبل استوديو بيرزي في أغسطس 1939، وتم الافتتاح الرسمي والتي أصبحت رمزاً للأمم المتحدة في سبتمبر 1939.